# Gideon Levy
Gideon Levy (hebreu: גדעון לוי)  (Tel-Aviv, 2 de juny de 1953) és un periodista israelià que escriu articles d'opinió i una columna setmanal al diari Haaretz que sovint se centren en l'ocupació israeliana dels territoris palestins.

## Biografia
El seu pare, Heinz (Zvi) Loewy, va néixer a la ciutat de Saaz, als Sudetenland, i es va llicenciar en dret a la Universitat Carolina de Praga. Va fugir del nazisme el 1939, juntament amb 800 refugiats més, en un viatge organitzat per dos jueus eslovacs. Va passar sis setmanes com a immigrant il·legal al vaixell matriculat a Panamà Frossoula, al qual se li va negar l'entrada a Turquia i Palestina, i només se li va permetre l'ancoratge temporal a Trípoli. Després va ser empresonat en un camp de detenció a Beirut durant sis setmanes. Finalment, es va permetre al grup sortir a bord d'un altre vaixell matriculat a Panamà, Tiger Hill, que va arribar a Jafa l'1 de setembre. Els avions de la Royal Air Force van metrallar el vaixell i van matar dos refugiats abans que la seva tripulació arribés a terra.
La mare de Levy, Thea, d'Ostrava, va ser portada a Palestina el 1939 en una operació de rescat d'infants i establerta en un quibuts. Els seus avis van ser assassinats durant l'Holocaust. El seu pare va obrir una fleca a Hertseliyya amb la seva germana i va treballar com a repartidor de diaris.
Levy va assistir a l'Ironi Aleph High School de Tel-Aviv. Durant la Guerra dels Sis Dies el 1967, l'artilleria àrab va colpejar el carrer adjacent a casa seva. El 2007, Levy va descriure les seves opinions polítiques de quan era adolescent: «Jo era un membre de ple dret de l'orgia religiosa nacionalista. Tots teníem la sensació que tot el projecte [d'Israel] corria un perill existencial. Tots vam sentir que un altre Holocaust s'apropava».
Levy va ser reclutat per les Forces de Defensa d'Israel (IDF) el 1974 i va servir com a reporter de la ràdio de l'exèrcit. De 1978 a 1982 va treballar com a ajudant i portaveu de Ximon Peres, llavors líder del Partit Laborista Israelià. El 1982 va començar a escriure per al diari israelià Haaretz i del 1983–87 en va ser editor adjunt. Malgrat la seva cobertura del conflicte israelià-palestí, no parla àrab. Ha escrit una columna anomenada «Twilight Zone» sobre les dificultats dels palestins des de 1988. El 2004, Levy va publicar una recopilació d'articles titulada Twilight Zone – Life and Death under the Israeli Occupation. Amb Haim Yavin, va coeditar Whispering Embers, una sèrie documental sobre els jueus russos després de la caiguda del comunisme. Va ser el presentador d'A Personal Meeting with Gideon Levy, un programa de tertúlies setmanals que s'emetia a Channel 3.
Levy ha afirmat que les seves opinions sobre les polítiques d'Israel cap al poble palestí es van desenvolupar només després d'unir-se a Haaretz. «Quan vaig començar a cobrir Cisjordània per a Haaretz, era jove i m'havien rentat el cervell», va reconèixer en una entrevista del 2009, «Veia colons talant oliveres i soldats maltractant les dones palestines als punts de control, i pensava: "Això són excepcions que no formen part de la política del govern". Em va costar molt de temps veure que no eren excepcions, sinó que era la realitat de la política governamental». En una entrevista, va declarar que dubta que qualsevol diari d'Israel que no sigui Haaretz li doni la llibertat periodística per a publicar el tipus de peces que escriu.

## Pensament
Levy es defineix com un «israelià patriòtic». Critica el que veu com la ceguesa moral de la societat israeliana davant dels efectes dels seus actes de guerra i ocupació. S'ha referit a la construcció d'assentaments en terres palestines com «l'empresa més criminal de la història [d'Israel]». Es va oposar a la Guerra del Líban de 2006. El 2007 va afirmar que la difícil situació dels palestins a la Franja de Gaza, aleshores sota bloqueig israelià, el va fer avergonyir de ser israelià: «La meva modesta missió és evitar una situació en què molts israelians puguin dir 'No ho sabíem"». Levy dona suport a la retirada unilateral dels territoris palestins ocupats sense concessions: «No es demana a Israel que "doni" res als palestins, només se li demana que els retorni la seva terra robada i que recuperi els seus drets humans fonamentals i la seva humanitat». Levy solia donar suport a una solució de dos estats, però ara considera que s'ha tornat insostenible i admet una solució d'un sol estat.
Levy va escriure que la guerra de Gaza 2008-2009 va ser una campanya fallida que no va assolir els seus objectius: «La conclusió és que Israel és un país violent i perillós, desproveït de totes les restriccions i ignorant descaradament les resolucions del Consell de Seguretat de les Nacions Unides, sense preocupar-se per la llei internacional», va escriure en un editorial.
L'any 2010 Levy va descriure Hamàs com una organització fonamentalista i la va fer responsable dels coets Qassam llançats contra ciutats israelianes: «Abans de criticar Hamàs, però, prefereixo criticar el meu propi govern, que té una responsabilitat molt més gran per l'ocupació i les condicions a Gaza». Levy dona suport al boicot a Israel, dient que és «l'últim refugi del patriota israelià», i ha dit que el boicot econòmic és més important, però que també dona suport al boicot acadèmic i cultural.
Durant la Guerra entre Israel i Gaza de 2023, Levy va demanar «aixecar el setge criminal a la Franja de Gaza».